# Gagra
Pour la municipalité, voir Gagra (municipalité).
Gagra (გაგრა en géorgien, Гагра en russe et en abkhaze) est une ville d'Abkhazie (république indépendante autoproclamée de Géorgie), chef-lieu du district de Gagra. Elle est située sur la mer Noire, à 22 kilomètres au sud de Sotchi. Le climat subtropical de la région avait fait de Gagra une station balnéaire populaire durant la Russie impériale et l'Union soviétique. La ville avait une population de 26 636 habitants en 1989 mais celle-ci a beaucoup diminué du fait de la guerre de 1989-1993 et de l'expulsion de nombreux géorgiens de la région, contrôlée par les indépendantistes abkhazes. La ville est toujours fréquentée par des touristes russes. L'aéroport de Sotchi-Adler se trouve à une trentaine de kilomètres de Gagra.

## Histoire
Gagra fut fondée par les Grecs, sous le nom de Trigliphe, au Ier siècle apr. J.-C. et fut intégrée ensuite dans l'Empire romain d'Orient. On y construisit une citadelle sous le vocable de saint Nicétas et plus tard un fort au Ve siècle Abaatha, dont subsistent des restes.
Ensuite la région fut intégrée à une nouvelle principauté d'Abkahzie, vassale à partir du Xe siècle de la Géorgie. Trois siècles plus tard, en 1308, Gagra devint colonie de la république de Gênes sous le nom de Khakara. Elle fut ensuite prise par les Turcs au XVIe siècle qui dominèrent le Pont-Euxin, devenu la mer Noire.
En 1810, elle fut réunie à l'Empire russe. La citadelle fut renforcée lors de la guerre de Crimée.
C'est le prince Alexandre d'Oldenbourg, cousin de l'empereur de Russie, à la fin du XIXe siècle, qui en fit une station balnéaire à la mode. La ville fut électrifiée, on aménagea un parc avec des essences exotiques, et des hôtels et restaurants furent construits, notamment par son fils Pierre, époux de la grande-duchesse Olga, qui voulait en faire le Monte-Carlo russe.

### Période soviétique
Après la Révolution russe de 1905, un gouvernement révolutionnaire fut établi à Gagra, qui fonda la République de Gagra. Celle-ci fut rapidement annexée et les révolutionnaires de Gagra arrêtés en masse. La Première Guerre mondiale eut des conséquences désastreuses sur la ville du fait de la destruction des infrastructures touristiques. Durant la Révolution russe de 1917 les Bolchéviks contrôlèrent rapidement la ville, malgré un bref appel à la résistance lancé par la France.
Lénine, par un décret de 1919, ordonna l'établissement d'une "station de vacances pour les travailleurs" à Gagra, en nationalisant un complexe bâti par Oldenbourg. Isaac Babel en parle dans son article de 1922 Gagry.
Gagra fut utilisée comme station balnéaire et comme centre pour les soldats blessés durant la Seconde Guerre mondiale. Après la guerre, plusieurs établissements de repos furent construits dans la ville. La station formait une partie de la "Riviera soviétique", ensemble s'étendant le long de la mer Noire.

### Conflit armé de 1989-1993
À la fin des années 1980, les tensions entre les communautés géorgiennes et abkhazes s'amplifièrent dans la région. À la chute de l'U.R.S.S., l'Abkhazie refusa de faire partie de la nouvelle Géorgie indépendante, ce qui mena a un conflit avec le reste du pays, conflit dans lequel Gagra subit d'importants dommages. Certaines sources[Lesquelles ?] affirment que le chef rebelle tchétchène Chamil Basaïev aurait mené un combat à Gagra contre des chrétiens géorgiens, participant notamment à des exécutions sommaires contre ces derniers.[réf. nécessaire]

### XXIesiècle

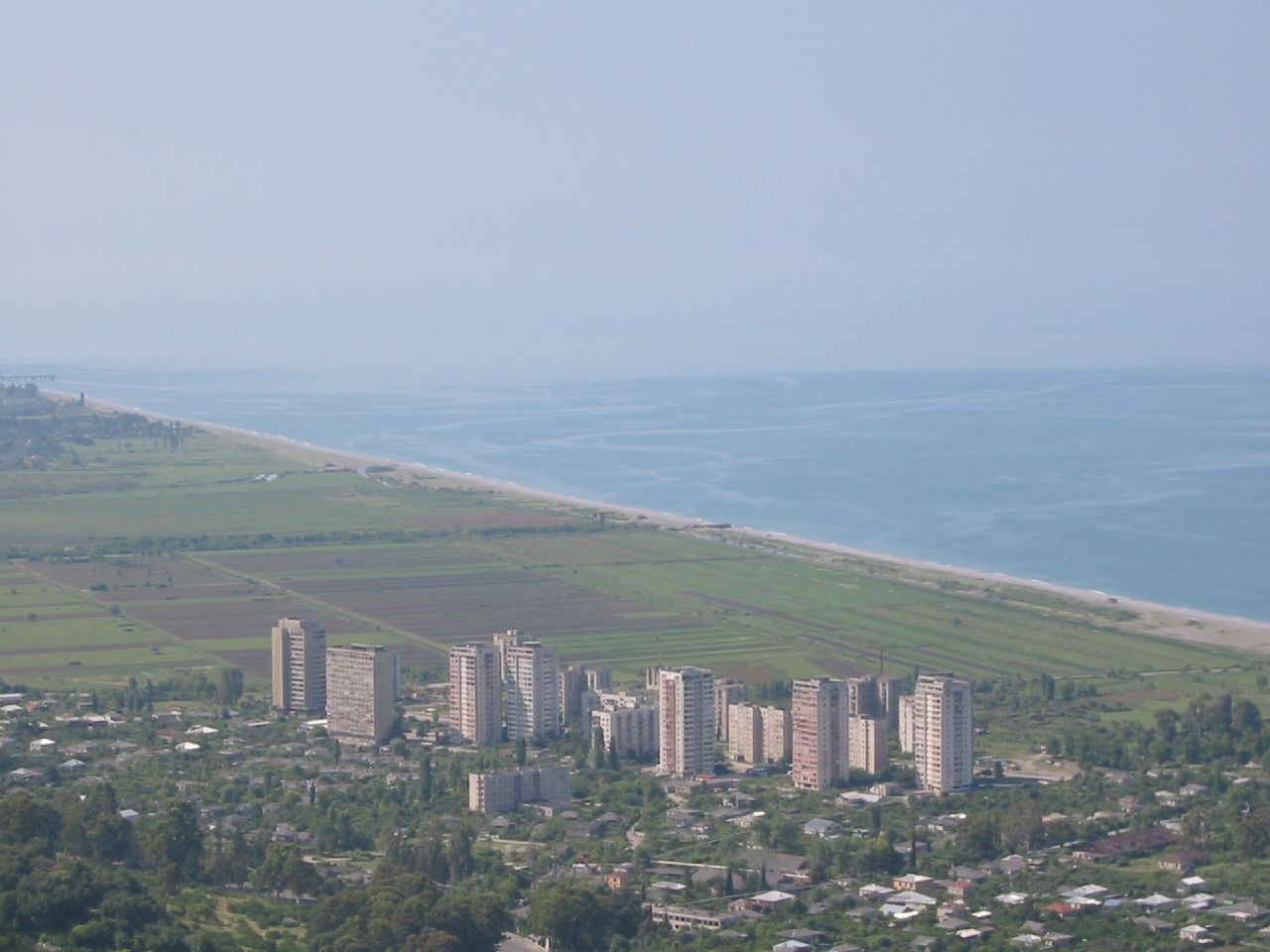
Vue de la partie moderne de Gagra.

Depuis la fin du blocus économique imposé par la Géorgie, la ville tente de retrouver son essor économique et se reconstruit, grâce à des capitaux russes. L'Abkhazie est non reconnue par les États-Unis et la plupart des autres pays de la communauté internationale.
Les touristes russes reviennent, profitant de la douceur du climat et de la beauté de l'endroit.

## Sites touristiques
Les principaux monuments de Gagra sont situés dans la vieille ville, à l'ouest: les ruines de la forteresse d'Abaata (Ve et IVe siècles av. J.-C.), l'église d'Abaata du VIe siècle, la tour de défense Marlinsky (1841). De nombreuses villas et palais ont été construits au XIXe siècle - début XXe, notamment après la construction du palais du prince d'Oldenbourg et de ses jardins exotiques, qui lancèrent la mode de cette station balnéaire. Ils sont pour la plupart encore abandonnés en 2015, font la jonction avec la ville moderne.

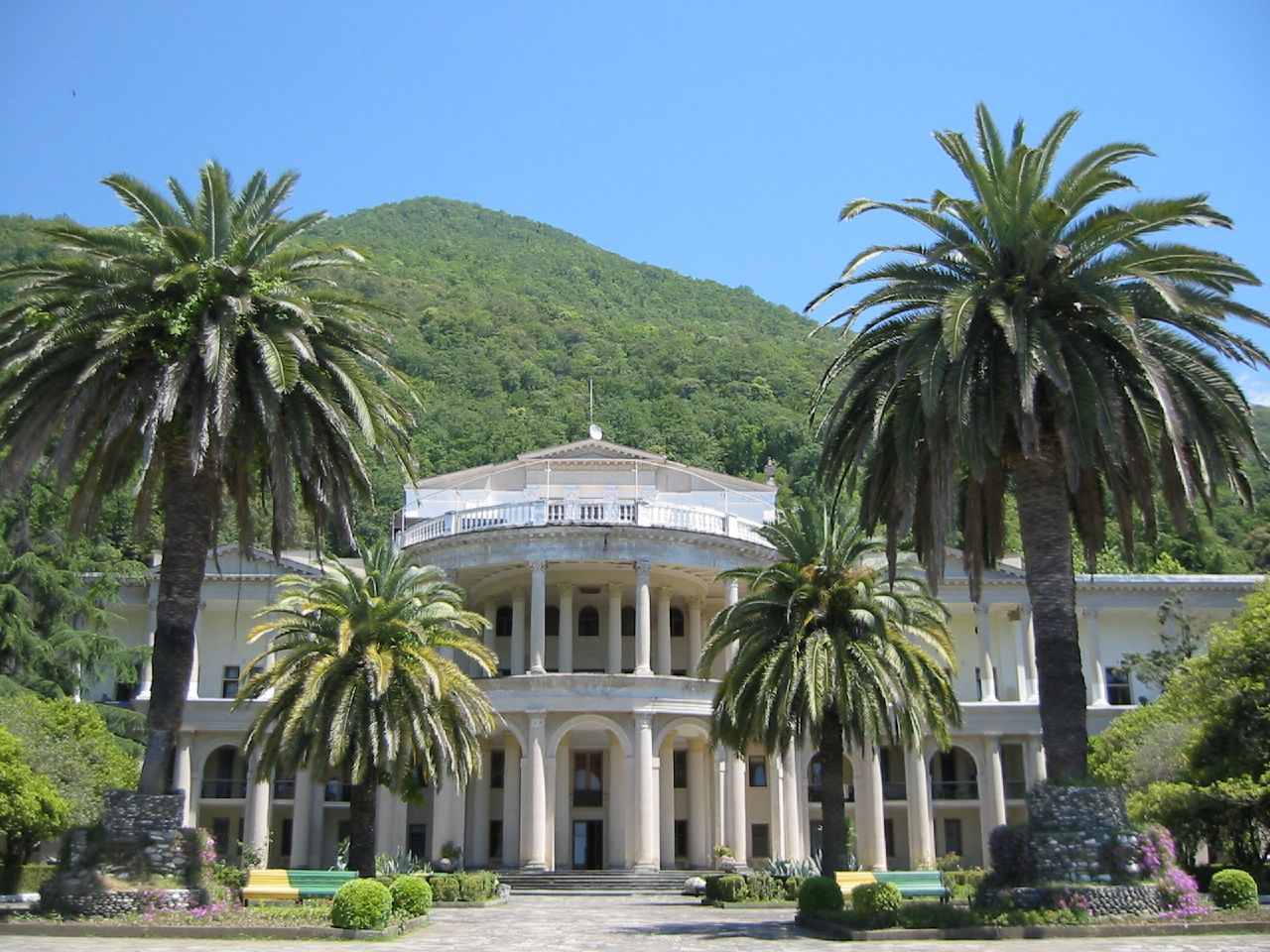
Palais à Gagra.
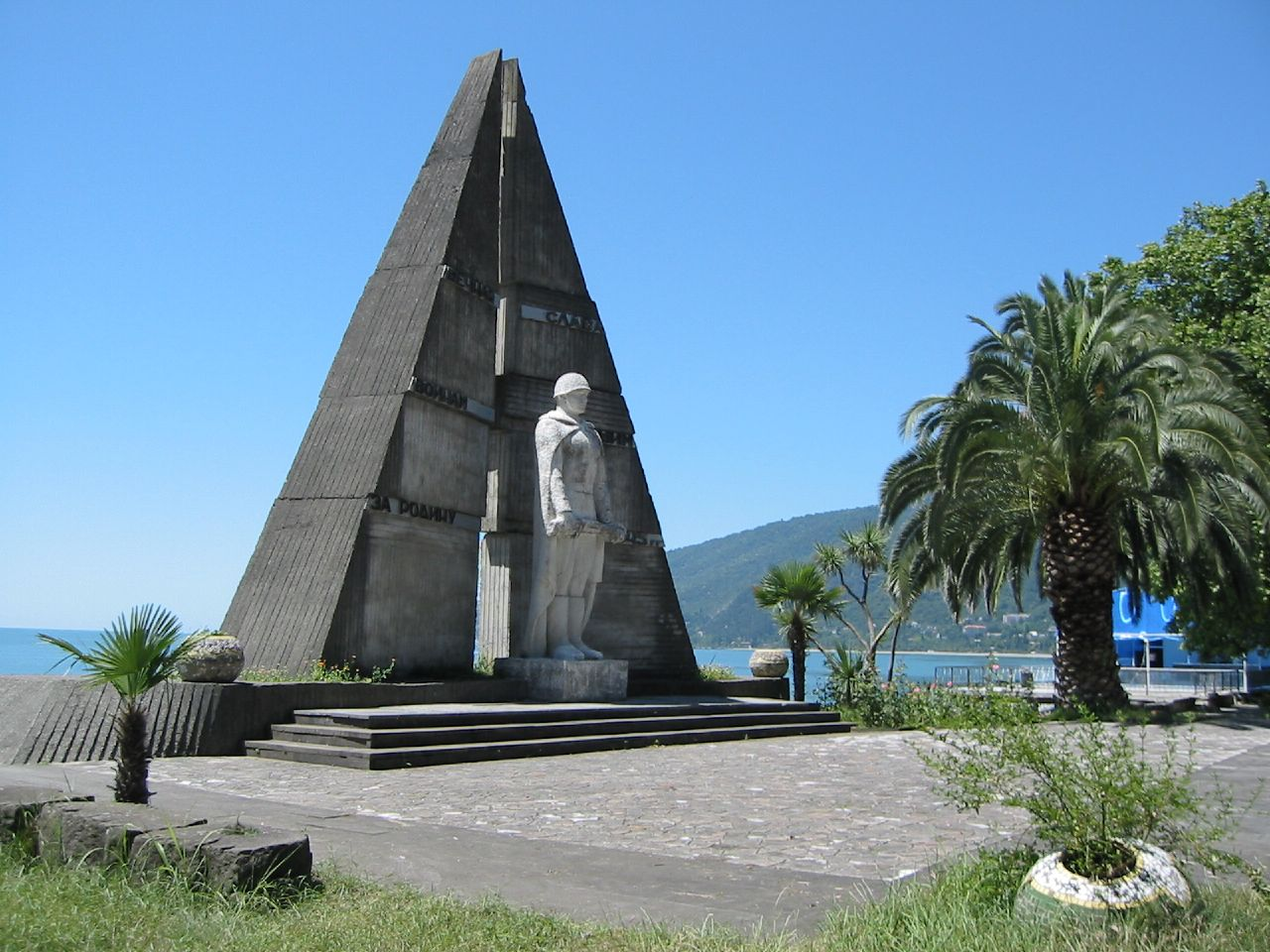
Monument aux morts de Gagra.
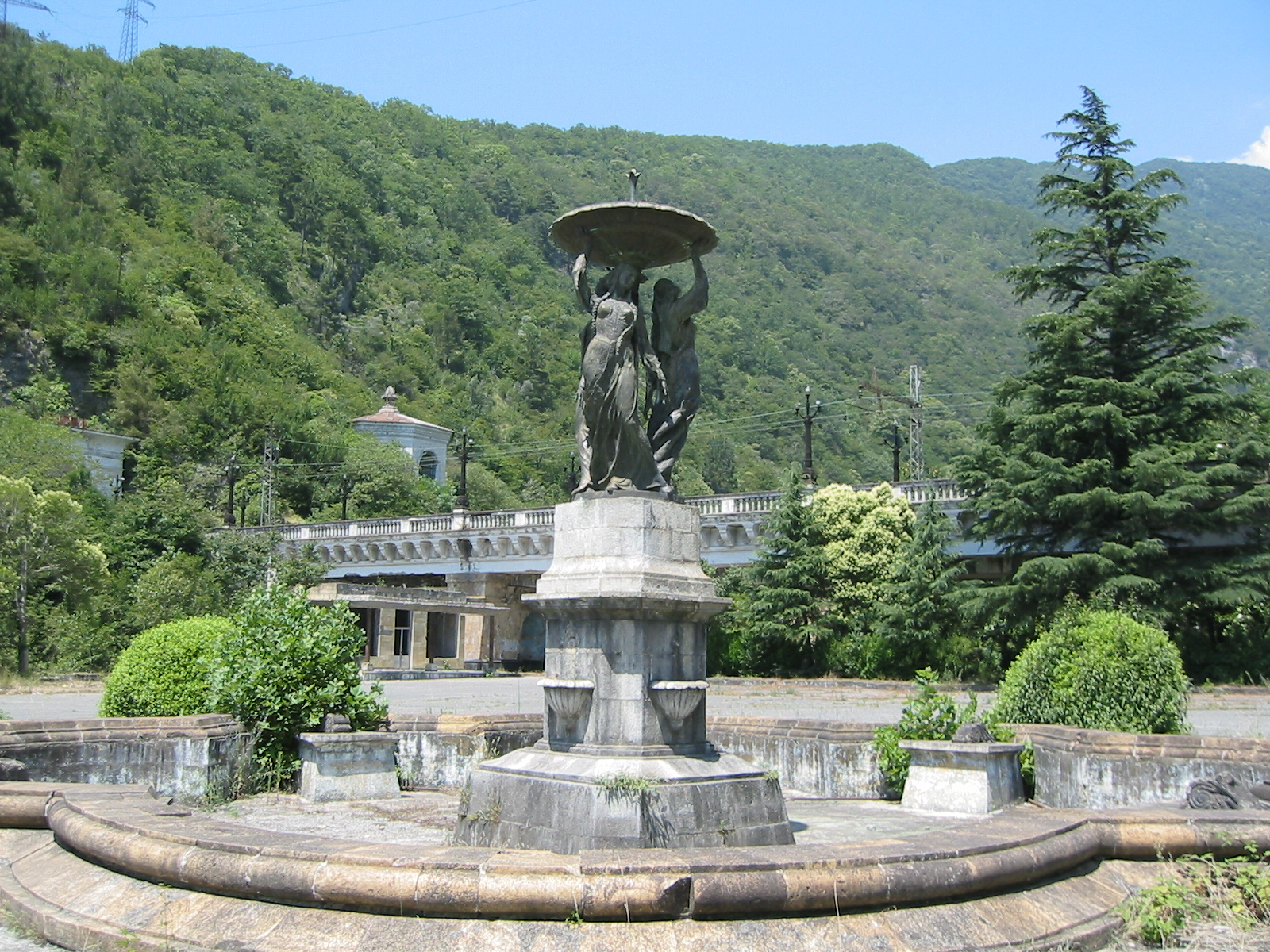
Fontaine à Gagra.
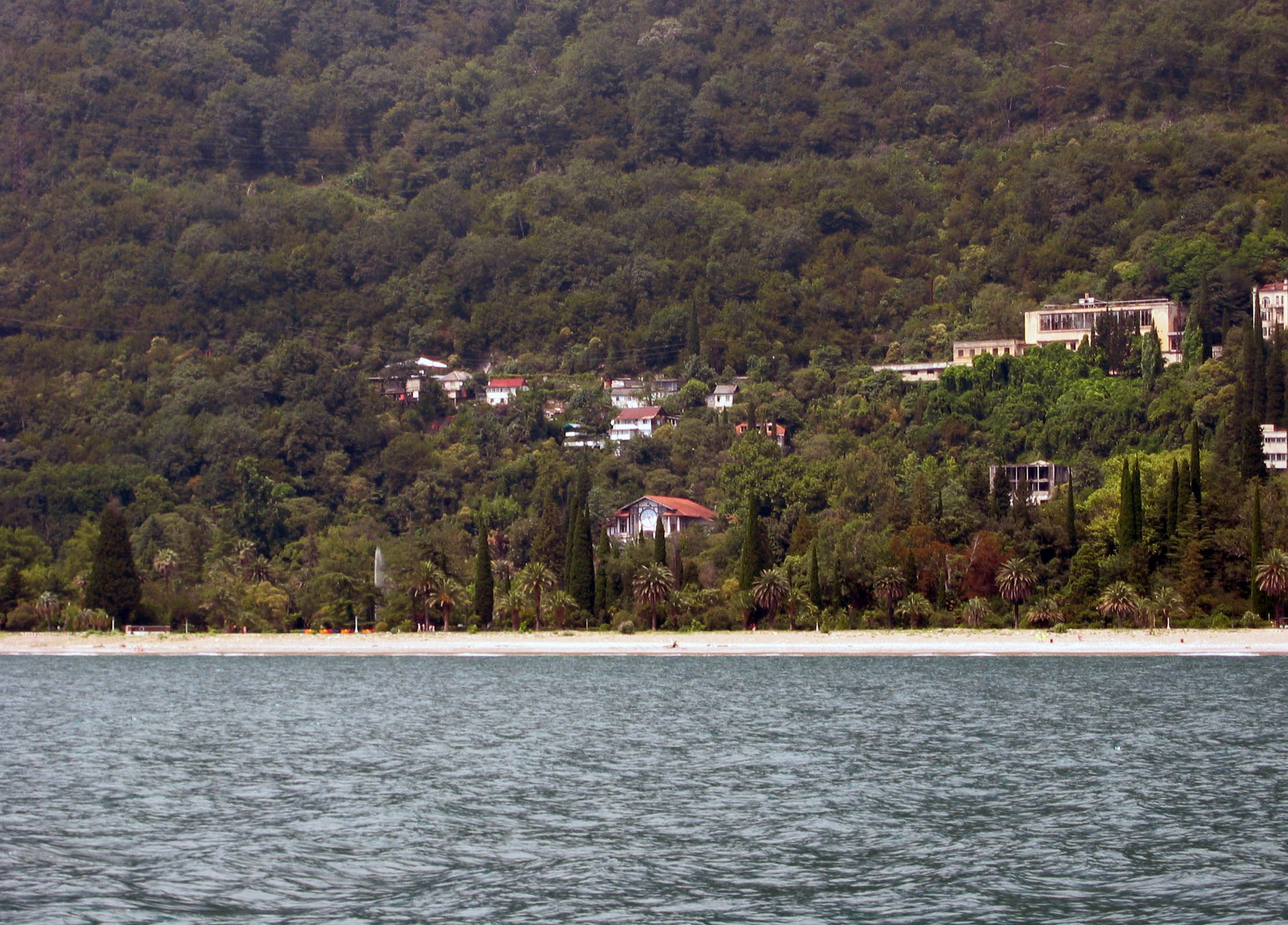
Localité de Gagrypch dépendant de Gagra.

## Jumelages
| Ville | Ville     | Pays | Pays     | Période     |
| ----- | --------- | ---- | -------- | ----------- |
|       | Ikaalinen |      | Finlande |             |
|       | Vladimir, |      | Russie   | depuis 2012 |